# Горан Богдан
Горан Богдан (Широки Бријег, 2. октобар 1980) је босанскохерцеговачки и хрватски позоришни, филмски и телевизијски глумац. Основну и средњу школу похађао је у родном граду, након тога уписао Економски факултет у Загребу, а са њим упоредо студирао и Саобраћајни факултет, на коме је завршио три године студија. Академију драмских уметности у Загребу уписао је 2005. године и дипломирао 2012. године.
Своје најпознатије улоге играо је у филмовима Број 55 (2014), Соња и бик (2012), Неке друге приче (2010), док је публици из Србије најпознатији по улози Мустафе Голубића у серији Сенке над Балканом (2017).

## Биографија
Рођен је 2. октобра 1980. године у Широком Бријегу. Његов отац Шимун професор је на Машинском факултету у Мостару, док је мајка Мила професорка математике у Средњој струковној школи у Широком Бријегу. Горан има три брата и две сестре.
У Загреб је отишао са намером да студира на Економском факултету, али је врло брзо развио љубав и према глуми. Своју глумачку каријеру почео је у културном центру Пешченица и придружио се аматерској драмској секцији Гаудеамус, а касније и многим другим.
Глумом је почео да се аматерски бави још са 15 година, а као шеснаестогодишњак свирао је гитару у рок бенду Луни Меугим, који је и даље актуелан.

## Глумачка каријера
Горан је 2010. године постао стални члан  Загребачког казалишта младих остваривши у том позоришту велики број улога у представа које су извођење широм света : Хамлет, Коко и Паризу, Пут око света у 80 дана, Гуливерова путовања, Писмо Хеинеру Милеру, Ружно паче и у многим другим. Поред улога у Загребачком казалишту младих глумио је и у другим позориштима, у представама У земљи чуда, Пир малограђана, Пијани процес, Осврни се и другим.
Иза себе има велики број телевизијских и филмских улога, а највећу пажњу привукао је улогама у филовима Соња и бик (2012), Неке друге приче (2010) и постао тако рекордер по броју улога на Филмском фестивал у Пули. Поред тога, један је од главних глумаца серије Сенке над Балканом, где тумачи лик Мустафе Голубића.
Након каријере у Хрватској, почео је да игра улоге и у страним филмовима. У француско-британској криминалистичко серији Последњи Пантер (2015) играо је улогу Србина Милана Челика, а након тога и у трећој сезони америчке серије Фарго. Такође, добио је улоге у филмовима All Inclusive (2017) и Нисмо причали о крају (2018).
На Сарајевском филмском фестивалу био је члан жирија, 2017. године. Са својим кумом основао је фестивал Западна Херцеговина који промовише нове филмове и музику.

## Награде
- На филмској ревији Позоришне академије Фрка, добио је признање за најбољу мушку улогу у филму За столом, 2007. године
- Добитник награде за најбољег глумца године од портала teatar.hr и од стране публике, 2013. године
- Награда за најбољег глумца у филму Соња и бик у Индији, 2013. године.

## Филмографија
| Год.       | Назив                            | Улога                  |
| ---------- | -------------------------------- | ---------------------- |
| 2000-е     |                                  |                        |
| 2005.      | Забрањена љубав                  | адвокат Чуљак          |
| 2007.      | За наивне дјечаке                | Дарио Симић            |
| 2007.      | Обични људи                      | Небојша                |
| 2007.      | Ноћна вожња                      | злочинац               |
| 2007.      | Операција Кајман                 | господин Иво Спанковић |
| 2007.      | Cimmer fraj                      | Марко                  |
| 2008.      | Луда кућа                        | Јожо                   |
| 2008.      | Понос Раткајевих                 | стражар                |
| 2008.      | Заувијек сусједи                 | Андреј                 |
| 2008.      | Иза стакла                       | радник                 |
| 2008.      | Одмори се, заслужио си           | Никола                 |
| 2008.      | Проклети                         | доктор                 |
| 2009.      | Хладна фронта                    |                        |
| 2009.      | Мамутица                         | Дарко                  |
| 2009.      | Dirty Little Bubbles             | супруг / папучар       |
| 2009.      | У земљи чудеса                   | Јосан                  |
| 2009.      | Битанге и принцезе               | Озрен                  |
| 2010-е     |                                  |                        |
| 2008.      | Иза стакла                       | радник                 |
| 2010.      | Шампион                          | млади војник           |
| 2010.      | Неке друге приче                 | Марин                  |
| 2010.      | The Show Must Go On              | војник                 |
| 2010.      | Харакири дјеца                   |                        |
| 2011.      | View from a Well                 | Марин                  |
| 2011.      | Pink Express                     | Гого                   |
| 2011.      | Ноћ за двоје                     | Горан                  |
| 2011.      | Ромком                           |                        |
| 2012.      | Ирис                             |                        |
| 2012.      | Соња и бик                       | Анте кево              |
| 2012.      | Иво                              | Давор                  |
| 2012.      | Голцијус и пеликанско друштво    | Готлиб                 |
| 2012.      | Точкица на носу                  | војник                 |
| 2013.      | Свештеникова дјеца               | Јуре                   |
| 2013.      | Соба 3                           |                        |
| 2013.      | Мој син само мало спорије хода   | Тин                    |
| 2013.      | Мајстори                         | Илија                  |
| 2013.      | Стипе у гостима                  | Борис                  |
| 2013.      | На терапији                      | Јожо                   |
| 2014.      | Заједно                          | Борис                  |
| 2014.      | Број 55                          | Томо                   |
| 2014.      | Дечаци из улице Маркса и Енгелса | Станко, старији дечак  |
| 2014.      | Таква су правила                 | доктор                 |
| 2014.      | Шаке                             | Борко                  |
| 2015.      | Бићемо прваци света              | Никола Плећаш          |
| 2015.      | Имена вишње                      | Марко                  |
| 2015.      | Свињари                          |                        |
| 2015.      | Наша свакодневна прича           | Дамир                  |
| 2015.      | Последњи пантери                 | Милан Челик            |
| 2016.      | Прваци света                     | Никола Плећаш          |
| 2016.      | Вере и завере                    | Сергије Рудић          |
| 2016.      | Све најбоље                      | Мислав                 |
| 2013.      | Мој син само мало спорије хода   | Тин                    |
| 2016.      | Горан                            | Славко                 |
| 2016.      | Трансманија                      |                        |
| 2016.      | У чему је квака?                 | Квака                  |
| 2016.      | Фабијан                          | Горан                  |
| 2017.      | Фарго                            | Јури Гурка             |
| 2017.      | Мртве рибе                       | Дарко                  |
| 2017.      | Агапе                            | Миран                  |
| 2017.      | Чувар дворца                     | Земан                  |
| 2017.      | All Inclusive                    | Антонио                |
| 2017—2019. | Сенке над Балканом               | Мустафа Голубић        |
| 2017.      | Giantland                        | брадати човек          |
| 2017.      | I Act, I Am                      | Лука                   |
| 2018.      | Нисмо причали о крају            | Жељко                  |
| 2020-е     |                                  |                        |
| 2020.      | Отац                             | Никола                 |
| 2020—2022. | Мочвара                          | Никола Крсмановић      |
| 2021.      | Време зла                        | Богдан Драговић        |
| 2021.      | Оаза                             | Влада                  |
| 2024.      | Буди Бог с нама                  |                        |
| 2024.      | За данас толико                  |                        |
| 2024.      | 78 дана                          | Стефан                 |